# Ikazuchi (destroyer, 1931)
Pour les autres navires du même nom, voir Ikazuchi (destroyer).
L'Ikazuchi (雷) était un destroyer de la sous-classe Akatsuki en service dans la Marine impériale japonaise entre 1932 et 1944.
Construit au chantier de la compagnie des docks d'Uraga, il est le troisième navire de la classe Fubuki "Type III". Sa quille est posée le 7 mars 1930, il est lancé le 22 octobre 1931 et mis en service le 15 août 1932.

## Historique

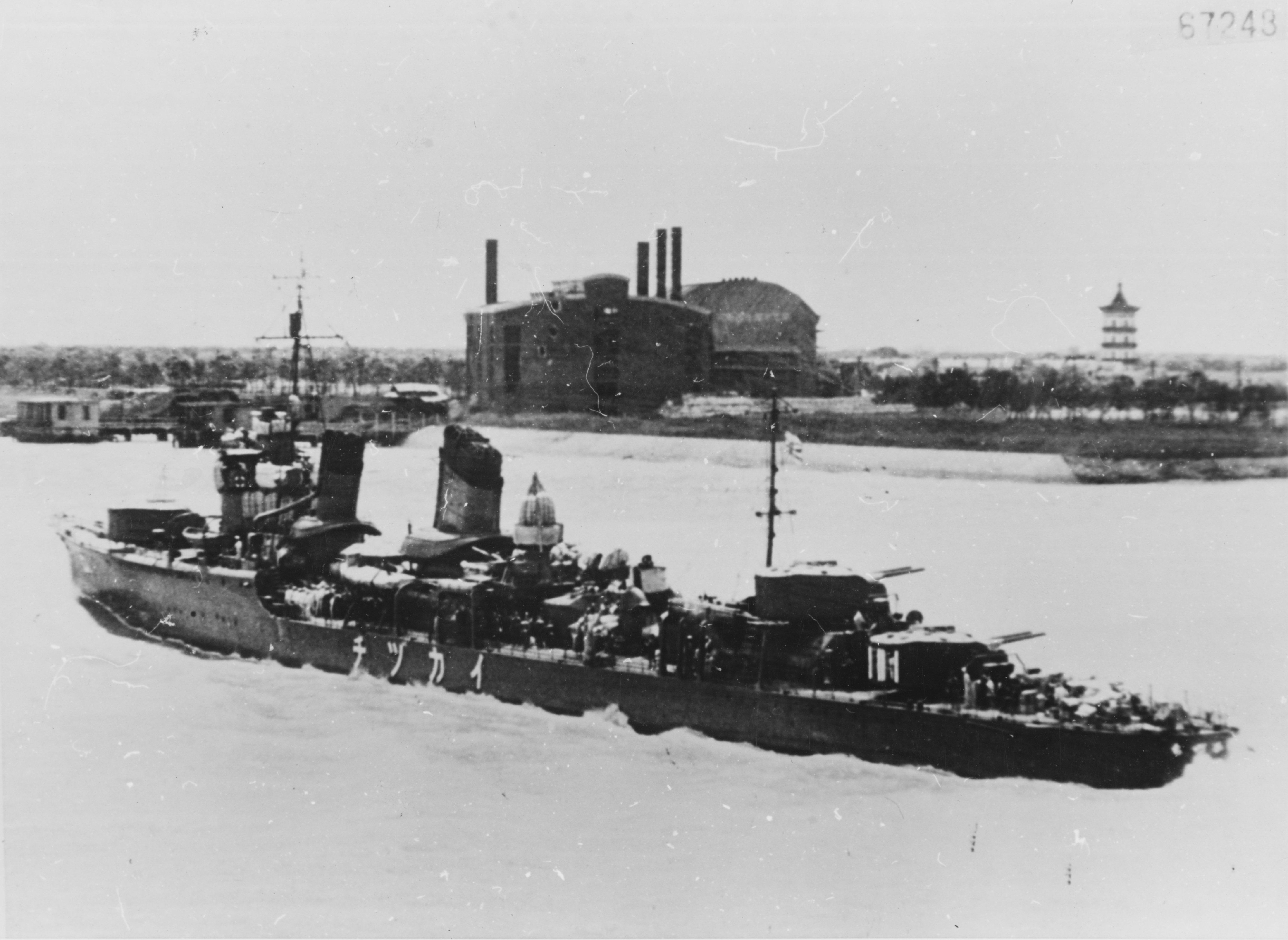
LIkazuchi en Chine en 1938.

À sa mise en service, l'Ikazuchi est affecté dans la 6e division de destroyers (1re flotte) en compagnie de ses navires jumeaux Inazuma, Akatsuki et Hibiki, participant aux opérations lors de la deuxième guerre sino-japonaise.

### Seconde Guerre mondiale
Au moment de l'attaque de Pearl Harbor, l'Ikazuchi est affecté à la 6e division de destroyers de la 1re flotte et déployé depuis le district de garde de Mako pour couvrir les opérations de débarquements lors de l'invasion de Hong Kong. Après avoir assisté le croiseur Isuzu dans le naufrage des canonnières britanniques HMS Cicada et HMS Robin, il aide à sécuriser le port de Hong Kong. Au début de 1942, l'Ikazuchi est déployé de Hong Kong à Davao, couvrant des opérations de débarquements pendant la bataille d'Ambon et la bataille de Timor dans les Indes orientales néerlandaises.
Le 2 mars 1942, les Ikazuchi et Inazuma sauvent 442 survivants des destroyers HMS Encounter et USS Pope. Ces navires avaient été coulés la veille lors de la deuxième bataille de la mer de Java, avec le croiseur HMS Exeter, au large de Surabaya. Les survivants étaient à la dérive dans des radeaux ou accrochés à des flotteurs depuis une vingtaine d'heures, dont beaucoup étaient enduits d'huile et incapables de voir. Parmi les rescapés se trouvait Sir Sam Falle (en), futur diplomate britannique.
L'Ikazuchi est déployé depuis le district de garde d'Ōminato, appuyant de la force nordique de l'amiral Boshiro Hosogaya lors de la campagne des Aléoutiennes, patrouillant dans les eaux autour de Kiska et d'Attu en juin et juillet, et remorquant le destroyer endommagé Kasumi de Kiska à Shimushu, dans les îles Kouriles. Il effectua ces missions dans les îles Kouriles et Aléoutiennes jusqu'au début du mois d'août.
À partir de septembre, il fut réaffecté comme escorte pour les nouveaux porte-avions Zuihō et Unyō, qu'il accompagne jusqu'à Truk tout en effectuant des missions dans les îles Salomon avant un retour au district naval de Kure.
À partir d'octobre, l'Ikazuchi est utilisé pour de nombreux « Tokyo Express » à travers les îles Salomon.
Le 25 octobre 1942, les Ikazuchi, Akatsuki et Shiratsuyu menèrent un raid de jour dans les eaux de « Ironbottom Sound », au large de Guadalcanal. Dans l'action qui s’ensuivit, le dragueur de mines rapide USS Zane (en) fut endommagé, le remorqueur USS Seminole (en) et le patrouilleur YP-284 furent coulés avant que les navires japonais ne soient chassés par l'artillerie côtière de l'United States Marine Corps. L'Ikazuchi est légèrement endommagé par les bombardements des avions alliés, tuant quatre membres d'équipage.
L'Ikazuchi participe à la bataille navale de Guadalcanal le 13 novembre 1942. Stationné sur le flanc droit des cuirassés Hiei et Kirishima avec deux autres destroyers, le groupe engage une force opérationnelle composée de destroyers et de croiseurs de l'US Navy. Lors de la bataille, 21 membres d'équipage sont tués et 20 blessés, retournant à Truk pour des réparations d'urgence.
Après des réparations à l'arsenal naval de Yokosuka de décembre à la fin de février 1943, l'Ikazuchi retourna dans le Pacifique Nord où il assista des forces pour la bataille des îles Komandorski le 26 mars, mais ne vit aucune action. Le 30 mars, il entra en collision avec le destroyer Wakaba, provoquant des dégâts modérés.
Il fut réaffecté à la 11e division de destroyer de la 1re flotte le 1er avril 1943. Après des réparations à Yokosuka, il fit route vers Truk où il escorta des convois entre Truk et les îles de l'archipel japonais jusqu'à la mi-avril 1944.
Sous le commandement du capitaine de corvette Ikunaga Kunio, le 13 avril 1944, alors qu'il escortait le transport Sanyō Maru vers Woleai, le destroyer fut torpillé et coulé par le sous-marin USS Harder, à environ 320 km au sud-est de Guam, à la position géographique 10° 13′ N, 143° 51′ E. Il n'y a pas de survivants.
Le destroyer est rayé des listes de la marine le 10 juin 1944.